# Nicolas Gygax
Nicolas Gygax (* 15. Februar 1996 in Zürich) ist ein Schweizer Freestyle-Skier. Er startet in der Disziplin Aerials (Springen).

## Biografie
Gygax stammt aus Islisberg im Kanton Aargau. Als Siebenjähriger begann er mit Kunstturnen, acht Jahre später wechselte er zum Freestyle-Springen. Nach der Matura im Sommer 2015 begann er ein Studium der Wirtschaftswissenschaft an der Universität Zürich.
Den ersten Einsatz im Europacup hatte Gygax im Januar 2011. Er näherte sich langsam der Spitze an und errang im Januar 2016 drei Europacupsiege in Folge, was den ersten Platz in der Disziplinenwertung der Saison 2015/16 ergab. Sein Debüt im Freestyle-Weltcup erfolgte am 20. Februar 2016 in Minsk, wo er Platz 13 erreichte. Eine Woche später erzielte er am selben Ort sein bestes Ergebnis bei Juniorenweltmeisterschaften (4. Platz). In der Weltcupsaison 2016/17 sprang er zweimal unter die besten zehn. Zwar konnte er in der Weltcupsaison 2017/18 dieses Niveau nicht ganz halten, doch qualifizierte er sich für die Olympischen Winterspiele 2018 in Pyeongchang, wo er auf Platz 23 sprang.
Nach einem etwas verhaltenen Start in die Saison 2018/19 gewann Gygax bei den Weltmeisterschaften 2019 in Park City überraschend die Goldmedaille im erstmals ausgetragenen Teamwettbewerb (zusammen mit Carol Bouvard und Noé Roth); dabei erhielt er die höchste Wertung aller Finalteilnehmer.

## Erfolge

### Olympische Spiele
- Pyeongchang 2018: 23. Aerials
- Peking 2022: 24. Aerials

### Weltmeisterschaften
- Sierra Nevada 2017: 21. Aerials
- Park City 2019: 1. Aerials Teamwettbewerb, 18. Aerials Einzel
- Almaty 2021: 9. Aerials

### Weltcup
Gygax erreichte im Weltcup bisher 2 Platzierungen unter den besten drei:
- Almaty 2021: 2. Aerials
- Le Relais 2022: 3. Aerials

Wertungen:
| Saison  | Gesamt | Gesamt | Aerials | Aerials |
| Saison  | Platz  | Punkte | Platz   | Punkte  |
| ------- | ------ | ------ | ------- | ------- |
| 2015/16 | 179.   | 3,33   | 35.     | 20      |
| 2016/17 | 103.   | 13,29  | 22,     | 93      |
| 2017/18 | 158.   | 7,33   | 30.     | 44      |
| 2018/19 | 78.    | 16,60  | 15.     | 83      |
| 2019/20 | –      | –      | 7.      | 224     |
| 2020/21 | –      | –      | 12.     | 133     |

### Europacup
- Saison 2015/16: 1. Aerials-Disziplinenwertung
- 6 Podestplätze, davon 4 Siege

### Juniorenweltmeisterschaften
- Chiesa in Valmalenco 2013: 18. Aerials
- Chiesa in Valmalenco 2014: 9. Aerials
- Chiesa in Valmalenco 2015: 13. Aerials
- Minsk 2016: 4. Aerials